# Port lotniczy Dallas-Love
Port lotniczy Dallas Love Field – niewielki port lotniczy w Dallas, w Teksasie, w Stanach Zjednoczonych, położony ok. 10 km na północny zachód od centrum Dallas. Jego początki sięgają roku 1917, kiedy zostało w tym miejscu uruchomione lotnisko polowe Armii USA. W 1927 port został udostępniony także dla ruchu cywilnego.
Dallas Love Field było głównym lotniskiem dla Dallas do 1974 roku, kiedy otwarto międzynarodowy port lotniczy Dallas-Fort Worth. Od tego czasu obsługuje m.in. loty tanich linii lotniczych Southwest Airlines. Posiada trzy pasy startowe, dwie równoległe o nawierzchni betonowej i jedną asfaltową.
22 listopada 1963 samolot Air Force One – z prezydentem Johnem Fitzgeraldem Kennedym na pokładzie – wylądował na lotnisku Love Field, skąd ok. godz. 11:40 wyruszyła prezydencka kawalkada do centrum handlowego Dallas Trade Mart. W trakcie przejazdu przez miasto, o godz. 12:30, prezydent został zastrzelony. O godz. 14:38 wiceprezydent Lyndon B. Johnson został zaprzysiężony na pokładzie Air Force One tuż przed odlotem z lotniska Love Field do Waszyngtonu.